# Tanque Verde
Tanque Verde ist ein Census-designated place nahe Tucson im Pima County im US-Bundesstaat Arizona. Das U.S. Census Bureau hat bei der Volkszählung 2020 eine Einwohnerzahl von 16.250 ermittelt.
Die Stadt hat eine Fläche von 85,1 km². Die Bevölkerungsdichte liegt bei 191 Einwohnern je km². Tanque Verde heißt auf Spanisch Grüner Behälter.

## Geschichte
Tanque Verde war früher ein Bauerndorf. Der Name kommt von den Algen, die in einem Gewässer in der Stadt vorkamen. Die ersten Bewohner der Gegend waren aber die Apachen. 1886 gründete man den Schulbezirk Tanque Verde.

## Demografie
Die bei der Volkszählung im Jahr 2000 ermittelten 16.195 Einwohner von Tanque Verde lebten in 5810 Haushalten; darunter waren 4903 Familien. Die Bevölkerungsdichte betrug 190 pro km². Im Ort wurden 6056 Wohneinheiten erfasst. Unter der Bevölkerung waren 94,3 % Weiße, 0,7 % Afroamerikaner, 0,6 % amerikanische Indianer, 1,3 % Asiaten und 1,5 % von anderen Ethnien; 1,7 % gaben die Zugehörigkeit zu mehreren Ethnien an.
Unter den 5810 Haushalten hatten 35,2 % Kinder unter 18 Jahren; 12,2 % waren Single-Haushalte. Die durchschnittliche Haushaltsgröße war 2,77, die durchschnittliche Familiengröße 3,01 Personen.
Die Bevölkerung verteilte sich auf 25,3 % unter 18 Jahren, 4,9 % von 18 bis 24 Jahren, 22,7 % von 25 bis 44 Jahren, 35,1 % von 45 bis 64 Jahren und 12,0 % von 65 Jahren oder älter. Der Median des Alters betrug 44 Jahre.
Der Median des Haushaltseinkommens betrug 80.530 $, der Median des Familieneinkommens 84.228 $. Das Prokopfeinkommen in Tanque Verde betrug 36.467 $. Unter der Armutsgrenze lebten 1,5 % der Familien und 2,4 % der Bevölkerung.